# 巴克内尔大学
巴克内尔大学（英語：Bucknell University）是一所位于美国宾夕法尼亚州刘易斯堡的私立文理学院。

## 历史
学校创建于1846年，以文学，理工，社会科学也，工程，管理，教育和音乐等专业为主。还提供法学和医学研究。

## 学术
它是美国最好的文理学院之一，是隐藏的常春藤之一。

## 延伸阅读
- Theiss, Lewis Edwin, Centennial history of Bucknell University: 1846–1946, Grit Publishing Co. Press (1946) （页面存档备份，存于）
- Oliphant, James Orin, The Rise of Bucknell University （页面存档备份，存于） Appleton-Century-Crofts (1965)
- Krist, Robert, Bucknell University （页面存档备份，存于）, Harmony House (1990), ISBN 9780916509293